# Sport en Albanie
Cet article traite du sport en Albanie.
Du fait de sa taille réduite et de son histoire, le sport en Albanie reste peu développé.
Le football est le sport le plus populaire an Albanie.

## Histoire
Le sport a commencé à se développer durant le XXe siècle en Albanie, le football était joué dans les écoles du pays.

## Disciplines

### Football
- Le sport numéro 1 en Albanie.
- L’ Équipe d’Albanie de Football a atteint la 38ème place mondiale au classement FIFA, son record.
- Elle a participé à l’EURO 2016

### Boxe & Kick-Boxing
- Florian Marku a remporté la ceinture de "IBF International Champion" chez les poids welters.
  - 2021

- Robin Krasniqi a remporté la ceinture de "WBA Champion intérimaire" chez les poids lourds-légers.
  - 2020

- Elvis Gashi a atteint la finale pour le titre de champion du monde au Glory en 2021, défait en 5 rounds par décision unanime.

### Bolas
Le bolas est un sport national Albanais. Le principe est le même que pour le lancer de fer à cheval : le jeu consiste à faire tenir sur l’un des trois barreaux d’un espalier des « bolas » constituées de deux boules reliées par une corde.